# Как приручить дракона 2
«Как приручи́ть драко́на 2» (англ. How to Train Your Dragon 2) — полнометражный анимационный фильм производства студии «DreamWorks Animation», поставленный режиссёром Дином Деблуа по мотивам одноимённой серии книг британской детской писательницы Крессиды Коуэлл. Сиквел мультфильма «Как приручить дракона» (2010).
Фильм номинировался на Оскар в категории «лучший анимационный полнометражный фильм».

## Сюжет
Прошло 5 лет с тех пор, как на острове Олух наступил мир между викингами и драконами. Молодые герои (из первого фильма) играют между собой в «гонки на драконах» овцами, в то время как Иккинг исследует мир, окружающий остров, и составляет карту. После игры, Иккинга догоняет на драконе Астрид — Иккинг признаётся ей, что отец хочет, чтобы он стал вождём племени. После разговора они подлетают к заледеневшему поселению, где встречают корабль под командованием охотника на драконов по имени Эрет, который промышляет тем, что захватывает драконов для завоевателя по имени Драго Блудвист.
Цель Драго — взять под свой контроль всех драконов, а потом и весь мир. Иккинг хочет переубедить Драго, чтобы последний не воевал. В раздумьях, летя выше облаков, он встречает наездника на драконе в маске. Тот приводит его в ледяную пещеру, которая служит приютом для неизвестных ему ранее видов драконов. Наездник — это давно потерянная мать Иккинга, Валка. В пещере Иккинг узнаёт, что все драконы подчиняются королю драконов — Великому Смутьяну, который может управлять ими. В отличие от любого другого дракона, с которым сталкивался Иккинг, Смутьян «дышит» льдом вместо огня.
Отец Иккинга, Стоик, выслеживает сына в этой пещере и стремится вернуть его на Олух. Там же он обнаруживает, что его жена всё ещё жива. После того, как они вновь вспоминают старую песню, которую пели друг другу когда-то, они решают возвратиться на Олух. Однако Драго нападает со своей армией викингов и драконов на остров, где перевес в битве приносит чёрный дракон (представитель той же самой породы, что и Смутьян). Начинается сражение, в котором Великий Смутьян погибает, пропустив удар в бок бивнями. Возвестив о победе, Злобный Смутьян подчиняет себе всех драконов вокруг, в том числе и Ночную Фурию своим гипнозом. Разум Беззубика контролируется Злобным Смутьяном, который служит Драго. Последний даёт приказ Смутьяну — убить Иккинга, и тот транслирует приказ Беззубику.
Стоик и Валка спешат наперерез Беззубику, чтобы спасти Иккинга. Дракон борется с приказом Злобного Смутьяна, но всё-таки изрыгает пламя. В этот момент Стоик заслоняет собой сына, погибая от выстрела Беззубика. Драго седлает ночную фурию и с новой армией драконов отправляется на захват Олуха. Иккинг со своей матерью и друзьями хоронят Стоика по обряду викингов, поджигая ладью с телом стрелами. Главный герой решает, что он должен остановить Драго и вернуть Беззубика. Так как все взрослые драконы улетели вслед за Злобным Смутьяном, Иккинг использует драконов-малышей, ведь они никого не слушаются, а значит и не доступны для гипноза Смутьяна.
Иккинг с его друзьями летят на Олух, чтобы сразиться с Драго и его армией. Там Иккинг выводит Беззубика из транса, несколько раз повторив фразу о том, что он его самый лучший друг и протянув к нему руку. Драго приказывает, чтобы Злобный Смутьян убил Иккинга и Беззубика. После нескольких безуспешных попыток Злобный Смутьян стреляет в Иккинга, но Беззубик успевает прикрыть его собой, после чего они оба оказались во льду. Через несколько секунд лёд озаряется изнутри синим светом и начинает пылать — Беззубик находит в себе новые силы, чтобы его растопить всем своим телом.
Освободившись ото льда, Ночная Фурия впадает в некое состояние боевой ярости: её тело начинает местами светиться, огневая мощь увеличивается вдвое (Беззубик делает 12 залпов вместо своих 6). После чего он бросает вызов вожаку и получает поддержку от армии драконов, которые, очнувшись от гипноза, помогают победить Злобного Смутьяна. Последний выстрел Ночной Фурии ломает левый бивень Смутьяна, обращая его вместе с Драго в бегство. Драконы Олуха, Драго и Валки склонились перед Беззубиком, признав его новым вожаком. Иккинг целует Астрид. Олух свободен, а Иккинг начинает восстанавливать остров, как новый вождь викингов.

## В ролях
| Актёр                 | Роль                |
| --------------------- | ------------------- |
| Джей Барушель         | Иккинг              |
| Америка Феррера       | Астрид              |
| Джерард Батлер        | Стоик Обширный      |
| Кит Харингтон         | Эрет, сын Эрета     |
| Кейт Бланшетт         | Валка, мать Иккинга |
| Джимон Хонсу          | Драго Блудвист      |
| Джона Хилл            | Сморкала            |
| Кристен Уиг           | Забияка             |
| Кристофер Минц-Плассе | Рыбьеног            |
| ТиДжей Миллер         | Задирака            |
| Крейг Фергюсон        | Плевака             |
| Рэнди Том             | Беззубик            |

## Производство
В своем выступлении в HP World Tour в Пекине глава студии Джеффри Катценберг рассказал, как тесное сотрудничество с компанией HP позволяет делать революционные шаги в анимации. Так, совместно разработанный проект — «Платформа Apollo» — позволил художникам в реальном времени оценивать многослойную комплексную анимацию, а не ждать восьмичасового рендеринга.
Это первый фильм студии, в котором будут использованы новое программное обеспечение для анимации и освещения, названные «Premo» и «Torch». Эти программы позволили более глубоко прорабатывать мимику персонажей, как-то: ощущение жира, дряблости, движение мышц под кожей, а не как ранее общее их движение.

## Музыка
Композитором, как и в первой части, выступил Джон Пауэлл. Вокалист группы Sigur Ros Йоун Тоур Биргиссон, чья песня звучала в титрах предыдущего фильма, создал ещё две композиции для саундтрека.
Трек лист:
| № трека | Время | Название                                                                                          |
| ------- | ----- | ------------------------------------------------------------------------------------------------- |
| 1       | 4:34  | «Dragon Racing»                                                                                   |
| 2       | 2:19  | «Together We Map the World»                                                                       |
| 3       | 4:44  | «Hiccup the Chief — Drago’s Coming»                                                               |
| 4       | 3:28  | «Toothless Lost»                                                                                  |
| 5       | 1:56  | «Should I Know You»                                                                               |
| 6       | 3:19  | «Valka’s Dragon Sanctuary»                                                                        |
| 7       | 3:24  | «Losing Mom — Meet the Good Alpha»                                                                |
| 8       | 4:26  | «Meet Drago»                                                                                      |
| 9       | 2:33  | «Stoick Finds Beauty»                                                                             |
| 10      | 2:49  | «Flying with Mother»                                                                              |
| 11      | 3:06  | «For the Dancing and the Dreaming (performed by Gerard Butler, Craig Ferguson & Mary Jane Wells)» |
| 12      | 6:26  | «Battle of the Bewilderbeast»                                                                     |
| 13      | 4:06  | «Hiccup Confronts Drago»                                                                          |
| 14      | 2:23  | «Stoick Saves Hiccup»                                                                             |
| 15      | 3:48  | «Stoick’s Ship»                                                                                   |
| 16      | 2:20  | «Alpha Comes to Berk»                                                                             |
| 17      | 3:46  | «Toothless Found»                                                                                 |
| 18      | 6:06  | «Two New Alphas»                                                                                  |
| 19      | 2:44  | «Where No One Goes (performed by Jónsi)»                                                          |

## Ремейк
2 апреля 2025 года на CinemaCon компания Universal Pictures объявила, что в разработке находится ремейк второго фильма оригинальной анимационной трилогии «Как приучить дракона 2» (2014), премьера которого запланирована на 11 июня 2027 года.